# Sudamerlycaste lanipes
Sudamerlycaste lanipes là một loài thực vật có hoa trong họ Lan. Loài này được (Lindl.) Archila mô tả khoa học đầu tiên năm 2002.